# Sundanina gracilipes
Sundanina gracilipes är en mångfotingart som först beskrevs av Karl Wilhelm Verhoeff 1933.  Sundanina gracilipes ingår i släktet Sundanina och familjen orangeridubbelfotingar. Inga underarter finns listade i Catalogue of Life.